# 忘れじの小学校
忘れじの小学校（わすれじのしょうがっこう）は青森テレビで1980年代に放送されていたフィラー番組である。

## 概要
内容は青森県内の1980年代の小学校の校舎や校舎内部・校庭をVTR撮影したものである。BGMには小学生によるものと思われる合唱曲が流れていた。
1990年代になると放送当時の学校が統廃合で消滅したり、老朽化で鉄筋コンクリート製の校舎に改築されたりしたため、この番組でみることができる校舎内外の映像が貴重なものとなっている。
1980年代に放送されたほか、1990年代にも5分程度の番組として再放送されていた。なお、2003年の土曜日早朝や2003年-2004年の年末年始の早朝にも1番組としてまとめて放送されていた。
現在ではテレビでの放送はないが、青森テレビの公式サイト「レトロテレビ」のコーナーで閲覧することができる（ただし、音楽は放送当時のものではなく、差し替えられている）。